# Financement occulte
On appelle financement occulte tout financement illégal d'une activité.
En France, ce sont surtout les plus grands partis politiques qui ont abusé de ce système avec des caisses noires, des « dons manuels », du favoritisme, des commissions occultes, du blanchiment d'argent, des fausses factures, des emplois fictifs, ou des détournements de fonds, par exemple.